# Mark Demesmaeker
Marc Victor Marie (Mark) Demesmaeker (ur. 12 września 1958 w Halle) – belgijski i flamandzki polityk, nauczyciel oraz dziennikarz, poseł do Parlamentu Europejskiego VII i VIII kadencji, senator.

## Życiorys
W latach 1980–1989 pracował jako nauczyciel w Don-Bosco-Instituut w Halle. Następnie do 1991 był reporterem w VRT, po czym przeszedł do redakcji informacyjnej komercyjnej stacji Vtm (do 2004). Działał w Unii Ludowej, z jej ramienia był radnym Halle (1982–1989). W 2004 i w 2009 z ramienia Nowego Sojuszu Flamandzkiego (N-VA) uzyskiwał mandat posła do Parlamentu Flamandzkiego.
1 lutego 2013 zastąpił Friedę Brepoels w Parlamencie Europejskim VII kadencji. Przystąpił go grupy zielonych i regionalistów. W 2014 z powodzeniem ubiegał się o reelekcję. W PE zasiadał do 2019, w tym samym roku został dokooptowany w skład federalnego Senatu.

## Odznaczenia
- Order Za Zasługi III klasy (2015, Ukraina)[6]